# Nambe, New Mexico
Nambe, New Mexico (енгл. Nambe) насељено је место без административног статуса у америчкој савезној држави Њу Мексико.

## Демографија
По попису из 2010. године број становника је 1.818.
| Група             | 2000.    | 2010.         |
| Белци             | 0 (0,0%) | 318 (17,5%)   |
| Афроамериканци    | 0 (0,0%) | 10 (0,6%)     |
| Азијати           | 0 (0,0%) | 10 (0,6%)     |
| Хиспаноамериканци | 0 (0,0%) | 1.031 (56,7%) |
| Укупно            | 0        | 1.818         |